# سیارک ۱۰۵۵۳
سیارک ۱۰۵۵۳ (به انگلیسی: 10553 Stenkumla، نامگذاری:1993FZ4) ده هزار و پانصد و پنجاه و سومین سیارک کشف شده‌است که در ۱۷ مارس ۱۹۹۳ کشف شد.
قدر مطلق سیارک برابر ۲۱.۴ است.